# Philippe Baptiste
Philippe Baptiste (ur. 28 marca 1972 w Paryżu) – francuski inżynier, badacz i nauczyciel akademicki, dyrektor CNES, od 2024 minister ds. szkolnictwa wyższego i badań naukowych.

## Życiorys
Ukończył studia z zakresu inżynierii lądowej w École nationale supérieure des mines de Nancy, uzyskał magisterium na University of Strathclyde oraz dyplom DEA na Université Pierre-et-Marie-Curie. Doktoryzował się na Université de technologie de Compiègne. Pracował w państwowej instytucji naukowej CNRS i w należącym do IBM centrum badawczym Thomas J. Watson Research Center. Od 2002 był nauczycielem akademickim w École polytechnique. W pracy badawczej zajął się zagadnieniami z zakresu algorytmów, optymalizacji kombinatorycznej i sztucznej inteligencji. Wchodził w skład rady instytutu informatyki Inria, w 2014 powołany na zastępcę dyrektora generalnego CNRS. Od 2016 był dyrektorem naukowym i następnie dyrektorem technicznym w koncernie TotalEnergies. W latach 2017–2019 kierował gabinetem Frédérique Vidal, minister szkolnictwa wyższego, badań naukowych i innowacji. Później pełnił funkcję doradcy premiera Édouarda Philippe’a, następnie został partnerem i dyrektorem w Boston Consulting Group.
W kwietniu 2021 powołany na prezesa i dyrektora zarządzającego francuskiej agencji kosmicznej CNES. W grudniu 2024 dołączył do nowo powstałego rządu François Bayrou, obejmując w nim stanowisko ministra ds. szkolnictwa wyższego i badań naukowych (przy ministrze stanu oraz ministrze edukacji narodowej, szkolnictwa wyższego i badań naukowych).

## Odznaczenia
- Legia Honorowa V klasy (2022)[4]
- Order Narodowy Zasługi V klasy (2015)[5]